# 4399 Ashizuri
4399 Ashizuri (1984 UA) là một tiểu hành tinh vành đai chính được phát hiện ngày 21 tháng 10 năm 1984 bởi Tsutomu Seki ở Geisei.